# Ulugh Muztagh
L'Ulugh Muztagh est une montagne culminant à 6 973 m d'altitude dans la cordillère du Kunlun en Chine.